# Хотьковская волость (Дмитровский уезд)
Хотьковская волость — волость в составе Дмитровского и Сергиевского уездов Московской губернии. Существовала в 1917—1929 годах. Центром волости было село Хотьково.
Хотьковская волость была образована в составе Дмитровского уезда в 1917 году. В её состав вошли селения:
- из Богословской волости: Арханово, Новосёлки
- из Митинской волости: Алферьево, Артемьево, Ахтырка, Быково, Васьково, Гаврилково, Глебово, Голыгино, Горбуново, Горенки, Жилкино, Жучки, Золотилово, Иванково, Митино, Мутовки, Тешилово, Уголки, Фофаново, Шапилово, Шебанково
- из Морозовской волости: Городок, Караськово, Комякино, Машино, Митино, Морозово, Подушкино, Репихово, Филимоново, Хотьково
- из Озерецкой волости: Ворохобино, Кудрино, Новинки, Новожёлтиково, Старожёлтиково, Стройково

По данным 1918 года в Хотьковской волости было 35 сельсоветов: Алферовский, Антипинский, Артемьевский, Архановский, Ахтырский, Быковский, Ворохобинский, Гаврилковский, Глебовский, Голыгинский, Горенковский, Городецкий, Жучковский, Золотиловский, Иванково-Шебановский, Комякинский, Короськовский, Кудринский, Матронский, Машинский, Митинский, Морозовский, Мутовкинский, Новинковский, Ново-Желтиковский, Новосельский, Репиховский, Старо-Желтиковский, Стройковский, Тешиловский, Уголковский, Филимоновский, Фофановский, Хотьковский, Шапиловский.
13 октября 1919 года Хотьковская волость была передана в Сергиевский уезд.
По данным 1922 года в Хотьковской волости было 12 сельсоветов: Алферьевский, Артемьевский, Архановский, Ахтырский, Васьковский, Голыгинский, Золотиловский, Машинский, Митинский, Морозовский, Новинковский, Тешиловский.
В 1924 году Голыгинский с/с был переименован в Городецкий.
В 1925 году Архановский с/с был переименован в Репиховский, а Митинский — в Хотьковский. Васьковский с/с был присоединён к Тешиловскому, а Машинский — к Золотиловскому.
В 1927 году были созданы Митинский (из части Хотьковского), Кудринский (из части Ахтырского) и Васьковский с/с.
В ходе реформы административно-территориального деления СССР в 1929 году Хотьковская волость была упразднена, а её территория разделена между Сергиевским и Пушкинским районами Московского округа образованной Московской области.